# حوض التبريد

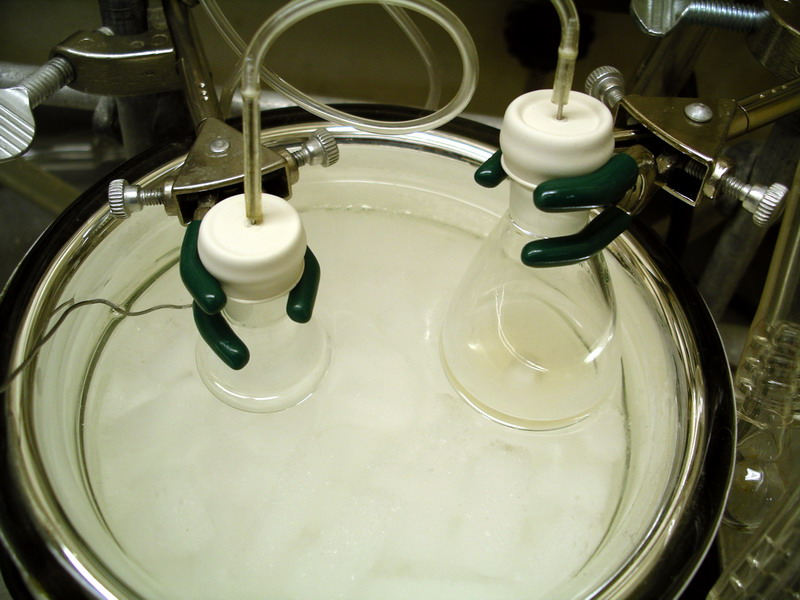
صورة توضح حوض تبريد يستخدم لتفاعل ألدول. يتم غمر كلا القارورتين في حوض تبريد جليد/ أسيتون جاف (−78 درجة مئوية) يتم مراقبة درجة حرارته بواسطة المزدوجات الحرارية (السلك الموجود على اليسار).

حوض التبريد أو حمام التبريد (تطبيقات الكيمياء المختبرية) هو خليط سائل يستخدم للحفاظ على درجات الحرارة المنخفضة، عادة ما بين (13 إلى -196) °C. تُستخدم درجات الحرارة المنخفضة هذه لجمع السوائل بعد عملية التقطير، أو لإزالة المذيبات باستخدام المبخر الدوار، أو لإجراء تفاعل كيميائي تحت درجة حرارة الغرفة.

## أنواع أحواض التبريد
تقسم أحواض التبريد إلى نوعين:
- النوع الأول: هو المكون من مائع بارد واحد فقط (تحديدا النيتروجين السائل، الماء، أو حتى الهواء).
- النوع الثاني: هو الخليط من 3 مواد: (1) عامل تبريد (مثل الثلج الجاف أو الماء المتجمد)، (2) «حامل أو ناقل» سائل (مثل الماء السائل، جلايكول الإيثيلين، الأسيتون، إلخ)، الذي ينقل الحرارة بين حوض التبريد والخزان، (3) مادة يتم إضافتها لتخفيض درجة انصهار في الأنظمة التي تكون فيها المادة بحالة صلب / سائل.

وكمثال شائع على استخدام أحواض التبريد هو استخدام خليط من الجليد + ملح الصخور لتجميد الآيس كريم. تؤدي إضافة الملح إلى الماء إلى خفض درجة تجمد الماء، وبالتالي يصبح الوصول إلى درجات تجمد للماء تحت الصفر ممكنا مقارنة باستخدام الثلج فقط.

 (ملاحظة: درجة تجمد الماء هي صفر °C ولكن في حال قمنا بإضافة الملح إلى الماء فإن درجة التجمد تصبح -4 °C) 
| نسبة الجليكول في الإيثانول | درجة الحرارة (درجة مئوية) | نسبة الماء في الميثانول | درجة الحرارة (درجة مئوية) |
| -------------------------- | ------------------------- | ----------------------- | ------------------------- |
| 0٪                         | -78                       | 0٪                      | -97,6                     |
| 10٪                        | -76                       | 14٪                     | -128                      |
| 20٪                        | -72                       | 20٪                     | N / A                     |
| 30٪                        | -66                       | 30٪                     | -72                       |
| 40٪                        | -60                       | 40٪                     | -64                       |
| 50٪                        | -52                       | 50٪                     | -47                       |
| 60٪                        | -41                       | 60٪                     | -36                       |
| 70٪                        | -32                       | 70٪                     | -20                       |
| 80٪                        | -28                       | 80٪                     | -12.5                     |
| 90٪                        | -21                       | 90٪                     | -5.5                      |
| 100٪                       | -17                       | 100٪                    | 0                         |

## أحواض التبريد مختلطة المذيبات
خلط المذيبات يؤدي إلى وجود أحواض تبريد فيها درجات تجمد متغيرة. درجات الحرارة التي ما بين (−78 و −17) °C تقريبا يمكن الحفاظ عليها عن طريق وضع سائل تبريد في خليط من جلايكول الإيثيلين والإيثانول،  في حين أن خليط الميثانول والماء له نطاق درجة حرارة يمتد من (−128 إلى 0) °C. الجليد الجاف يتحول من الحالة الصلبة إلى الحالة الغازية مباشرة على درجة حرارة -78 °C، في حين يستخدم النيتروجين السائل في أحواض التبريد شديدة البرودة.

## أحواض التبريد التقليدية

### حوض المياه والجليد
يحافظ حوض الجليد والماء على درجة حرارة 0 مئوية لأن درجة انصهار الجليد هي 0 درجة مئوية. ومع ذلك، فإن إضافة ملح مثل كلوريد الصوديوم (NaCl) إلى الخليط يؤدي إلى أنخفاض درجة تجمد الماء إلى ما دون الصفر. وعلى الرغم من صعوبة التحكم في درجة الحرارة هذه بدقة، إلا أن نسبة وزن الملح إلى الجليد أو الماء تؤثر على درجة الحرارة كما يلي:
- يمكن الحصول على درجة حرارة −°10 درجة مئوية بإضافة نسبة (1 إلى 2.5) بالوزن من هيكساهيدرات كلوريد الكالسيوم (CaCl2H12O6) إلى الماء / الجليد.
- يمكن الحصول على درجة حرارة −°20 درجة مئوية بإضافة نسبة (1 إلى 3) بالوزن من كلوريد الصوديوم إلى الماء / الجليد.
- يمكن الحصول على درجة حرارة −°40 درجة مئوية بإضافة نسبة (1 إلى 0.8) بالوزن من هيكساهيدرات كلوريد الكالسيوم إلى الماء / الجليد.

### حوض الثلج الجاف عند درجة حرارة 78 درجة مئوية
نظرًا لأن الثلج الجاف يتحول من الحالة الصلبة إلى الغازية مباشرة عند −78 درجة مئوية، فإن الخليط مثل الأسيتون والثلج الجاف سوف يحافظ على درجة حرارة الحوض عند −78 درجة مئوية أيضًا، لن يتجمد المحلول لأن الأسيتون يتجمد عند درجة حرارة حوالي -93 درجة مئوية. يمكن أيضًا استخدام سوائل أخرى ذات نقطة تجمد أقل (البنتان: −95 درجة مئوية، كحول الأيزوبروبيل: −89 درجة مئوية) للحفاظ على درجة حرارة الحوض عند -78 درجة مئوية.